# Plusty
Plusty (lit. Pliustai) − wieś na Litwie, w okręgu wileńskim, w rejonie solecznickim, w gminie Dziewieniszki, 5 km na północny wschód od Dziewieniszek, zamieszkana przez 20 ludzi.

## Historia
W czasach zaborów wieś w okręgu wiejskim Mikuny, w gminie Dziewieniszki, w powiecie oszmiańskim, w guberni wileńskiej Imperium Rosyjskiego. W 1866 roku liczył 45 mieszkańców w 6 domach, 31 dusz rewizyjnych, należał do dóbr Giełoże, własność Umiastowskich. Pod koniec XIX wieku zamieszkiwało tu 55 osób.
W latach 1921–1945 wieś leżała w Polsce, w województwie wileńskim, w powiecie oszmiańskim, w gminie Dziewieniszki.
W 1931 w 11 domach zamieszkiwało 56 osób.
Wierni należeli do parafii rzymskokatolickiej w Dziewieniszkach. Miejscowość podlegała pod Sąd Grodzki w Holszanach i Okręgowy w Wilnie; właściwy urząd pocztowy mieścił się w Dziewieniszkach.